# Volo Indian Airlines 440
Il volo Indian Airlines 440 era un volo del 31 maggio 1973 che si schiantò durante l'avvicinamento all'aeroporto di Palam (ora aeroporto internazionale Indira Gandhi) uccidendo 48 dei 65 passeggeri e l'equipaggio a bordo.

## L'incidente
Il volo 440 era un volo passeggeri nazionale di linea da Madras (ora Chennai), Tamil Nadu a Nuova Delhi. Per il volo è stato utilizzato un Boeing 737 denominato Saranga. Mentre il volo 440 si avvicinava all'aeroporto internazionale di Palam in mezzo alla polvere e a un temporale, l'aereo colpì i cavi dell'alta tensione durante un avvicinamento NDB con visibilità inferiore al minimo, schiantandosi e prendendo fuoco. 48 dei 65 passeggeri e membri dell'equipaggio a bordo del volo 440 morirono nell'incidente.. I soccorritori dissero che i superstiti si trovavano nella parte anteriore dell'aereo, anche se un sopravvissuto ha riferito di essere seduto nella fila posteriore.
Tra i sopravvissuti erano presenti tre americani e due giapponesi. Le vittime includevano quattro americani, tre britannici e una donna dello Yemen. Tra i morti c'erano il ministro indiano delle miniere di ferro e acciaio, Mohan Kumaramangalam, il membro della camera parlamentare Lok Sabha e politico del Partito comunista indiano K. Baladhandayutham, l'ex membro della camera Rajya Sabha e politico del Congresso Nazionale Indiano Devaki Gopidas e dall'uomo d'affari Raghunatha Reddy Kakani.

## Causa
Gli investigatori hanno stabilito che l'incidente del volo Indian Airlines 440 è stato causato dalla discesa dell'equipaggio al di sotto dell'altezza minima di decisione.